# 名偵探柯南：業火的向日葵
《名偵探柯南：業火的向日葵》，是改編自日本漫畫家青山剛昌所著漫畫《名偵探柯南》的第19部劇場版。《周刊少年Sunday》2015年1號公布，於2015年4月18日在日本上映。

## 本作特色
- 本作是怪盜基德第五次出現的劇場版，也是第二次在劇場版中以其真實身份（黑羽快斗）出現。
- 《魔術快斗》中的重要角色寺井黄之助（怪盜基德的助手）首度客串柯南劇場版。
- 本作於6月14日以44.8億日元的總累計票房，比異次元的狙擊手高3.7億，相隔一年再度創下歷部新高。
- 導演静野孔文和動畫製作公司TMS娛樂的製作人石山桂一承認本作有增加動作戲成分的傾向，同時表示製作方會調查觀眾意見，並調整之後劇場版的情節安排[6][7]。
- 劇情中，基德逃出的大樓為世界第七高樓（即世界貿易中心一號大樓）的第103樓。

### 宣傳標語
- 日文：
- 中文：「你能解開這藝術之謎嗎…」

## 劇情簡介
在紐約世界贸易中心举办的拍賣會上，梵谷畫作《向日葵》（第二幅，即芦屋向日葵）被拍賣，據說該畫在二戰期間的蘆屋空襲中被摧毀，但近日又在法国阿尔勒重见天日。鈴木園子的堂伯父—鈴木次郎吉不惜大幅加价到3亿美元，买下这幅画。次郎吉在拍賣會結束後的新聞發布會上宣布，他將收集梵谷的全部七幅《向日葵》，並在日本舉辦“憧憬的向日葵”画展，介紹七位保護“向日葵”的武士：鉴定师宫台夏美、同为鉴定师的东幸二、画展策划圭子·安德森、运输负责人石岭泰三、画展布展负责人岸久美子，以及纽约警局的查理警官，最后一位则是毛利小五郎。然而就在這時，一張基德卡被射入會場，怪盜基德出現了。查理把他逼到牆角，但基德發射了一枚閃光彈並跳楼逃脫了。此后，工藤新一（其实是基德假扮）突然出现，自荐要为保护向日葵尽力。
次郎吉搭乘向日葵特別塗裝的波音747將《向日葵》運送到羽田機場，機上載著工藤新一、鈴木園子以及突然出現的七名武士。然而，就在他們即將抵達機場時，假扮成新一的基德进入货舱寻找向日葵画作，此时机上的炸彈爆炸，將向日葵炸出了飛機，被炸开的舱门击中飞机引擎，導致向日葵噴射機失控，引發機上恐慌。基德被迫除去伪装，在空中拿到向日葵画作飞走。飞机本身紧急迫降后停在与航站楼只有咫尺之遥之处，全机人员平安。同時，柯南發現基德抱著向日葵飛過羽田機場，就開始追趕他，一直追到大楼顶上，最终基德又跳楼逃走。《向日葵》在屋顶上发现，经过夏美和东确认不需修复，所以決定將其存放在次郎吉改進的保險箱「鐵狸改」中。虽然查理认为基德就是真凶，但崇拜基德的园子否认，柯南也不认同。
事后，毛利小五郎收到基德的预告函，并通知了铃木家，此时各位工作人员和次郎吉在开会，久美子指出基德的预告函指的是第五幅向日葵，就在损保美术馆展出中。此时柯南和阿笠博士以及少年侦探团来此学习，看到第五幅向日葵前有位老妇人看着画出神。毛利、次郎吉、中森警官和各位工作人员在损保美术馆开会，东幸二解释了基德预告函的含义。于是馆长决定提前闭馆并将第五幅向日葵搬走。
在搬运向日葵时，柯南发现装画的箱子盖子上有基德卡，写着“已收到向日葵”，众人便怀疑这幅向日葵是赝品。夏美提议把画运走做进一步鉴定，但假扮成警卫的基德突然除去伪装，抢走了第五幅向日葵，并留下一张卡片。卡片上要求用一百亿日元的旧钞赎回第五幅向日葵。次郎吉答应交赎金，但要求馆长凑齐其他向日葵画作，馆长顺势也请次郎吉答应让那位老妇人参展。
在交易地点——东都饭店1412房间，馆长等人按要求摆好一百亿日元旧钞，时间一到，房间窗户打破，由于气压差，旧钞大量飞出窗外，基德出现。查理开枪未命中，基德再次逃走，但第五幅向日葵被留下了。
次郎吉决定新建一座岩石湖美术馆，专门展出七幅《向日葵》。在铃木家的工作人员会议中，有包裹送到，附着一张基德卡。不久包裹起火，查理用点心碗灭火，并指出是易燃的磷化氢导致。他要众人不要报警，自己也更怨恨基德。
开展当天，小兰、园子、少年侦探团和柯南都有特邀入场，基德假扮成新一入场，那位老妇人也受邀参展，却直奔第二幅向日葵而去，边看边落泪。园子偶遇到假扮新一的基德却擦肩而过，柯南却发现了基德留下的卡片。由于第一天只邀请了铃木财团员工和园子的朋友，以防万一，次郎吉下令闭馆。根据柯南从这张卡片上得到的提示，众人开始怀疑工作人员中有贪图向日葵画作的叛徒。
包括那位老妇人在内的一般观众离开后，基德潜入发电室，却发现查理也赶来了。当基德将查理引开后，馆内突然大停电，备用系统启动。中森警官此时说他通过警视厅发现“七武士”中有可疑人物，此时东幸二来到镜头前自首，说他祖父就是保住第二幅向日葵（芦屋向日葵）的功臣，且其遗愿就是要在日本展出向日葵画作。此画被救出后，躲过GHQ搜索，藏在法国阿尔勒。但东兄弟发现芦屋向日葵后，东幸二的哥哥东幸一却改变想法，不许弟弟将画运出阿尔勒，二人在争吵中，东幸二失手将哥哥枪杀；东幸二虽然同意自首，却否认自己盯上《向日葵》。
此时馆内突发大火，摆在各层走廊的仿真向日葵被点燃，且因为停电无法灭火。众人只得逃出，但柯南担心第二幅和第五幅向日葵未能被保护起来，急忙返回馆内。基德好容易将第五幅向日葵的保护装置恢复正常，但第二幅向日葵的装置却很难解开。小兰担心柯南而返回馆内，却遇到假扮成新一的基德。基德拜托小兰打掉墙壁，小兰用空手道破坏墙壁，使第五幅向日葵的保护装置成功运作。基德呼叫保安后藤引爆炸弹，使湖水灌入馆内灭火。三人沿水道逃出，但小兰暂时神志不清，基德为了逃生先和柯南告别，而馆外的“七武士”和次郎吉也来到美术馆后的仓库查看画作情况。
众人清点画作，发现芦屋向日葵消失了。此时柯南假扮新一的声音，通过对讲机向大家指证宫台夏美就是凶手：她本打算在美国毁掉芦屋向日葵，但基德出现使安保升级，她又转而托人在飞机上安装炸弹，但基德又一次冒险把画保住。于是她决定用假基德卡引诱大家把画送去她的工作室，又遭基德识破抢走画作，使她只能在美术馆下手。她本想在停电后用磷化氢将画烧毁，但基德在馆内又使安保升级，使她只能用修复画作用的松节油引燃仿真向日葵，点燃整个美术馆。基德发现了她电脑中的犯罪计划书，使夏美最终承认罪行。夏美供称是想烧毁第二幅和第五幅向日葵这两幅“赝品”，反被柯南反驳第五幅向日葵已被权威证实是真品，且夏美准备了逃生路线，完全是自私自利毫无廉耻。
最终基德带领小兰从被炸毁的洞口飞出，并把她安置在附近丛林中；柯南靠烟火足球的推力，和放进防水箱的芦屋向日葵一同从水中逃出。
查理警官找到基德并用枪指着他，基德表示当年救出芦屋向日葵时，负责运送画作的小姐就是现在的老妇人；而她当年和一位借住的书生相好，故此基德决定保护芦屋向日葵给老妇人欣赏。查理警官决定放他一马，而基德并未说出那位书生就是他的助手寺井黄之助，且假扮为次郎吉的保安后藤善悟。

## 登場人物

### 原作角色
| 角色         | 配音              | 配音            | 配音     | 配音          | 配音            | 簡介 |
| 角色         | 日本              | 臺灣            | 香港     | 中国大陆      | 中国大陆        | 簡介 |
| 角色         | 日本              | 臺灣            | 香港     | 2015年 公映版 | 2021年 CCTV-6版 | 簡介 |
| 主要角色     | 主要角色          | 主要角色        | 主要角色 | 主要角色      | 主要角色        | 主要角色 |
| ------------ | ----------------- | --------------- | -------- | ------------- | --------------- | --- |
| 江戶川柯南   | 高山南            | 蔣篤慧          | 周恩恩   | 李世荣        | 李世荣          | 本作品男主角，原高中生名偵探工藤新一，被黑暗組織的琴酒灌下毒藥而縮小身體變成小孩，後化名為江戶川柯南，寄住在毛利家中並暗中調查黑暗組織。 |
| 工藤新一     | 山口勝平          | 劉傑            | 李家傑   | 张杰          | 张杰            | 本作品男主角，原高中生名偵探工藤新一，被黑暗組織的琴酒灌下毒藥而縮小身體變成小孩，後化名為江戶川柯南，寄住在毛利家中並暗中調查黑暗組織。 |
| 毛利蘭       | 山崎和佳奈        | 魏晶琦          | 王慧珠   | 季冠霖        | 季冠霖          | 新一的青梅竹馬，運動神經發達，擅長空手道，曾獲得全國高中空手道關東大賽的冠軍。                                                           |
| 毛利小五郎   | 小山力也          | 曹冀魯          | 黃志明   | 张遥函        | 张遥函          | 小蘭的父親，英理的丈夫，私家偵探，外號沉睡小五郎，原刑警，辭職後在家開設毛利偵探事務所。本部電影中自稱是七武士之一。                     |
| 怪盜基德     | 山口勝平          | 曹冀魯          | 李家傑   | 张杰          | 张杰            | 本作劇場版「關鍵人物」。國際通緝犯，神出鬼沒的盜賊，與柯南的關係既是對手又是合作者。                                                     |
| 灰原哀       | 林原惠            | 魏晶琦          | 陳子瑩   | 阎萌萌        | 阎萌萌          | 柯南的搭檔兼好友，本名宮野志保，原黑暗組織科學家雪莉。吃下毒藥而縮小身體，逃離組織後寄住在阿笠家中，並化名灰原哀。                       |
| 朋友相關角色 |                   |                 |          |               |                 | |
| 阿笠博士     | 緒方賢一          | 徐健春          | 黃啟明   | 郭政建        | 郭政建          | 工藤家的鄰居兼好友，科學家兼發明家，會發明出一些道具讓柯南在案件中使用，在灰原哀逃離黑暗組織後收留她。                                   |
| 吉田步美     | 岩居由希子        | 傅其慧          | 莊巧兒   | 张璐          | 山新            | 三人為帝丹小學一年級生，後來與轉學生柯南和灰原一同組成少年偵探團。                                                                       |
| 小嶋元太     | 高木涉            | 劉傑            | 陳志強   | 张磊          | 张磊            | 三人為帝丹小學一年級生，後來與轉學生柯南和灰原一同組成少年偵探團。                                                                       |
| 圓谷光彦     | 大谷育江          | 魏晶琦          | 顧詠雪   | 刘校妤        | 刘校妤          | 三人為帝丹小學一年級生，後來與轉學生柯南和灰原一同組成少年偵探團。                                                                       |
| 鈴木園子     | 松井菜櫻子        | 傅其慧          | 莊巧兒   | 刘校妤        | 佟心竹          | 小蘭的好友兼同學，鈴木財團的二千金，時常邀請毛利家參加各式的宴會活動，與京極真是戀人關係。                                               |
| 鈴木次郎吉   | 富田耕生          | 徐健春          | 黃啟明   | 齐克建        | 郑炼            | 園子的伯父，鈴木財團顧問，愛犬名叫魯邦。因一次被怪盜基德搶走報紙頭版，於是致力於尋找稀有珠寶後登報紙向怪盜基德挑戰。                     |
| 警察相關角色 |                   |                 |          |               |                 | |
| 中森銀三     | 石塚運昇          | 劉傑            |          | 张磊          | 赵铭洲          | 警視廳搜查二課的警官（警部），以逮捕怪盜基德為目標，在這20年來已累積不少辦案經驗。                                                       |
| 目暮十三     | 茶風林            | 徐健春          | 黃啟明   | 齐克建        | 张闻天          | 警視廳搜查一課的警官（警部），曾是毛利小五郎的上司，經常在兇案現場要求部下調查相關證據。                                                 |
| 其他相關角色 |                   |                 |          |               |                 | |
| 寺井黃之助   | 陶山章央 （青年） | 曹冀魯 （青年） |          |               | 瞳音 （青年）   | 黑羽家的管家，兩代「怪盜基德」的助手，協助快斗作案。                                                                                     |
| 後藤善悟     | 楠大典            | 徐健春          |          | 范哲琛        | 苗壮            | 鈴木次郎吉的保鏢。向日葵畫展的警備隊領袖。后期为寺井假扮。                                                                               |
| 魯邦（犬）   | 高木涉            |                 |          |               |                 | 次郎吉的愛犬，有嗅出危險物品的能力。 |

### 本作角色
| 角色         | 配音                      | 配音          | 配音     | 配音         | 配音           | 簡介 |
| 角色         | 日本                      | 臺灣          | 香港     | 中国大陆     | 中国大陆       | 簡介 |
| 角色         | 日本                      | 臺灣          | 香港     | 2015年公映版 | 2021年CCTV-6版 | 簡介 |
| 本作要角     | 本作要角                  | 本作要角      | 本作要角 | 本作要角     | 本作要角       | 本作要角 |
| ------------ | ------------------------- | ------------- | -------- | ------------ | -------------- | --- |
| 宮台夏美     | 榮倉奈奈                  | 傅其慧        | 王慧珠   | 阎萌萌       | 张碧玉         | 27歲，七武士之一，畫作鑑定師。熱愛梵谷。因認為第二幅和第五幅向日葵為贗品，甚至和其他幅向日葵一同展示，故試圖破壞那兩幅畫作。 |
| 圭子安德森   | 榊原良子                  | 魏晶琦        | 陳子瑩   |              | 小连杀         | 29歲，七武士之一，「憧憬日本的向日葵」畫展策展人。 |
| 石岭泰三     | 宝亀克寿                  | 劉傑          |          |              | 汤水雨         | 42歲，七武士之一，負責畫作的運送。業界知名的運送業者。不輕易讓無關的人協助處理其所負責運送的物品。 |
| 岸久美子     | 尤加奈                    | 蔣篤慧        | 顧詠雪   | 张璐         | 黎筱濛         | 30歲，七武士之一，負責展場畫作展示。雷克洛克美術館展示系统的提案者。 |
| 東幸二       | 磯部弘                    | 陳幼文        |          | 金永钢       | 宝木中阳       | 34歲，七武士之一，畫作修復師，其雙胞胎哥哥東幸一為畫商。兩人找出蘆屋向日葵後，東幸一認為蘆屋向日葵應該留在梵谷的居住地亞爾，但東幸二認為應該依祖父及父親的遺志，將畫作送至日本向全世界展出。兩人爭執中東幸二誤殺了東幸一，也因此在柯南用變聲器以新一的聲音釐清真相以前，被認為是策劃此次事件的犯人。 |
| 查理·包爾斯  | 咲野俊介                  | 陳幼文        | 黃志明   | 凌云         | 凌云           | 45歲，七武士之一，美國人，負責警備工作的紐約警察，性格嚴謹，正義感極強，原對基德有著強烈敵意，與中森銀三同樣有逮捕他的執念。在搜查途中見識了柯南驚人的洞察力和行動力，認定柯南有資格被稱之為「基德剋星」，並讓他參與保衛向日葵的行列。本作最後選擇放過基德。                                         |
| 梅野静江     | 泽田敏子皆口裕子 （少女） | 蔣篤慧        | 陳子瑩   | 邓小鸥       | 常蓉珊         | 82歲，每天都會去觀賞保存於損保日本興亞美術館的梵谷第五幅《向日葵》。60年前有著與畫作密不可分的悲傷過去。 |
| 東清助       | 大川透                    | 劉傑          |          |              | 刘明月         | 東幸二的祖父。在第二次世界大戰中，於空襲下救出梵谷名畫《蘆屋向日葵》後死亡。 |
| 原口秀夫     | 柴田秀勝                  | 陳幼文        | 李家傑   |              |                | 62歲，損保日本興亞美術館館長，真实人物。 |
| 其他配角     |                           |               |          |              |                | |
| 拍賣師       | 三戸耕三                  | 陳幼文        |          |              |                | |
| 專家         | 梅津秀行                  | 曹冀魯        |          |              |                | |
| 機長         | 松本大                    | 徐健春        |          |              |                | |
| 副機長       | 鳥海勝美                  | 曹冀魯        |          |              |                | |
| 播音員       | 牟田彰子 倉田雅世         | 魏晶琦 傅其慧 |          |              |                | |
| 司儀         | 小田敏充                  | 曹冀魯        |          |              |                | |
| 美術館接待員 | 姜知英                    | 傅其慧        |          |              |                | 雷克洛克美術館，指引柯南一行人入場的接待員。 |

## 歌曲
| 類別   | 曲名     | 作詞     | 作曲     | 編曲                    | 演唱            |
| ------ | -------- | -------- | -------- | ----------------------- | --------------- |
| 主題曲 | 哦！勁敵 | 新藤晴一 | 岡野昭仁 | tasuku、Porno Graffitti | Porno Graffitti |

## 工作人员
- 原作：青山刚昌
- 导演、分镜：静野孔文
- 编剧：櫻井武晴（日语：櫻井武晴）

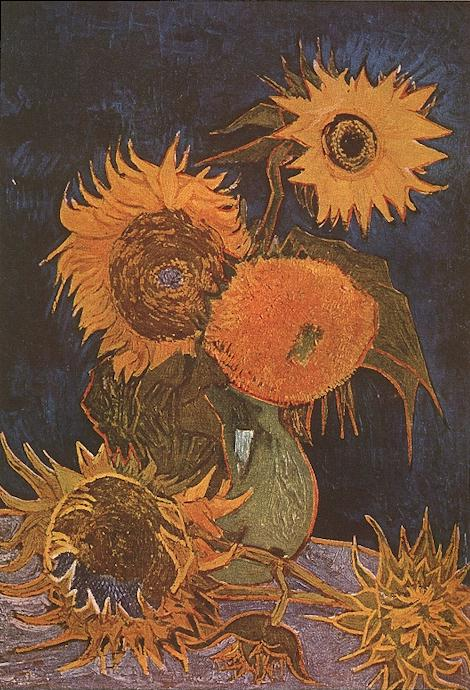
本片中出现的梵高《花瓶里的五朵向日葵》

- 分鏡協力：寺岡巖、大畑晃一、工藤隆光、永岡智佳
- 演出：静野孔文、永岡智佳、菅井嘉浩、竹下健一、矢野孝典
- 音乐：大野克夫
- 人物設定 / 總作畫監督：須藤昌朋
- 作画監督：清水義治、野武洋行、岩佐裕子、中島里惠、广中千惠美、高橋成之、堀内博之、河村明夫
- 作畫監督補佐：山中純子、岩井伸之、安藤義信、佐佐木惠子、福永智子、川口隆、水村良男、大島美和
- 美術監督：涩谷幸弘
- 色彩設計：中尾总子
- 攝影監督：西山仁
- 音響監督：浦上靖之（日语：浦上靖之）、浦上慶子（日语：浦上慶子）
- 音樂製作人：近藤貴郎、大野久子
- 3D CGI 導演：後藤優一、松仓大树
- 故事編輯：飯岡順一
- 剪辑：岡田輝滿
- 商品總監：小沼俊
- 音響效果：橫山正和、横山亚紀
- 助理製作人：米倉功人、近藤秀峰
- 製作人：諏訪道彥、淺井認、石山桂一
- 动画制作：TMS/V1 Studio
- 「名偵探柯南 業火的向日葵」製作委員會 
  - 小学馆
  - 读卖电视台
  - 日本电视台
  - ShoPro
  - 东宝株式會社
  - TMS娱乐
- 協助：7-Eleven、日本興亚美術館
- 发行：东宝

## 票房
日本數據
- 首周04-18~04-19

首周來到8億7476萬2300日圓，動員人數69萬，為去年異次元的狙擊手票房的1.1倍，但不敵七龍珠Z劇場版：復活的「F」位居第二
- 第二周04-20~04-26

單周票房為9億2932萬7425日圓，周末票房為5億0266萬2521日圓，雖超越七龍珠Z劇場版：復活的「F」(4億6288萬)，但略遜本周上映的電影仙履奇緣(5億5610萬)仍位居第二
- 第三周04-27~05-03

單周票房為9億5528萬4354日圓，周末票房為3億9699萬2658日圓，仍不敵仙履奇緣(5億1195萬)位居第二
- 第四周05-04~05-10

單周票房為9億8839萬7964日圓，周末票房為1億7137萬0081日圓，遭仙履奇緣(3億3051萬)和墊底辣妹(1億9903萬)雙雙超越位居第三
- 第五周05-11~05-17

遭仙履奇緣,墊底辣妹與投靠女與出走男超越位居第四。單週票房2.45億元
- 第六周05-18~05-24

位居第六，累計票房41億4838萬突破上一部劇場版異次元的狙擊手的紀錄
- 第七周05-25~05-31

單周票房1億1814萬7900日圓，累計票房42億6652萬7900日圓
最終票房為44.8億日圓
台灣-台北數據
- 首周07-02~07-05

單周票房為620萬新台幣(全台票房為1560萬新台幣)周末票房為432萬新台幣(全台票房為1160萬新台幣)位居第四
- 第二周07-06~07-12

單周票房為418萬新台幣，周末票房為194萬新台幣，位居第七。累計1038萬
- 第三周07-13~07-19

單周票房為193萬新台幣，周末票房為86萬新台幣，位居第六。累計1231萬新台幣
- 第三周07-20~07-26

單周票房為101萬新台幣，周末票房為48萬新台幣，位居第十一。累計1332萬新台幣
- 第四周07-27~08-02

整周票房為40萬新台幣，周末票房為14萬新台幣，位居第十四。累計1372萬新台幣
- 第五周08-03~08-09

單周票房為16萬新台幣，周末票房為3萬5168新台幣，位居第十八。累計1388萬新台幣

最終票房為1500萬新台幣；全台票房為3502萬新台幣
中國大陆數據
- 首周10-23~10-25

單周票房5769萬人民幣，周末5727萬人民幣，位居第三
- 第二周10-26~11-01

單周票房2154萬人民幣，周末965萬人民幣，位居第七
- 第三周11-02~11-08

單周票房193萬人民幣，累計8118萬人民幣
最終票房8162萬人民幣
韓國數據
- 首周08-05~08-09

單周票房156萬5195美金，周末票房98萬2408美金，共424廳上映，動員人數26萬人，位居第六
- 第二周08-10~08-16

單周票房89萬9632美金，周末票房46萬2276美金，動員人數累計41萬，剩253廳上映，位居第八
- 第三周08-17~08-23

## 發行

### 影碟
日本
- DVD出租：2015年10月7日
- DVD發售：2015年11月25日
- 藍光發售：2015年11月25日

台灣
- DVD發售：2016年1月8日（發行商：普威爾）
- 藍光發售：2016年1月8日（發行商：普威爾）

香港
- DVD/VCD發售：2016年4月21日（发行商：新映影片）

### 書籍
| 冊數 | 小學館         | 小學館                 | 青文出版社    | 青文出版社        |
| 冊數 | 發售日期       | ISBN                   | 發售日期      | EAN               |
| ---- | -------------- | ---------------------- | ------------- | ----------------- |
| 上   | 2015年11月18日 | ISBN 978-4-09-126584-5 | 2016年6月20日 | EAN 4718016018341 |
| 下   | 2015年11月18日 | ISBN 978-4-09-126585-2 | 2016年6月20日 | EAN 4718016018358 |

## 其他
- 韩国版本的修改
  - 本片的韩国版本遭到韩国方面的修改，其中有关日本的事物全部被修改成与韩国有关的事物，如将日元钞票修改为韩元钞票，日本羽田机场被改为韩国仁川机场，甚至在世界地图中出现的日本国土也被打上“KOREA”（“韩国”）的字样，引发中国部分网民嘲讽。[17][18]但实际上韩国修改日本动画片内容并非从此而起，而是自上世纪引入日本动画后就已经开始了，不仅人名不会按原文音译而是另起新名，动画片内容等亦会深度本土化。

## 外部連結
- 互联网电影数据库（IMDb）上《名偵探柯南：業火的向日葵》的资料（英文）
- 映画「名探偵コナン 業火の向日葵」公式サイト - ウェイバックマシン（2015年7月22日アーカイブ分）
- 名探偵コナン 業火の向日葵 （页面存档备份，存于） - トムス・エンタテインメント
- 名探偵コナン 業火の向日葵 （页面存档备份，存于） - 東宝
- 名探偵コナン 業火の向日葵 （页面存档备份，存于） - allcinema
- 名探偵コナン 業火の向日葵 （页面存档备份，存于） - KINENOTE
- 名探偵コナン 業火の向日葵 （页面存档备份，存于） - 文化庁日本映画情報システム
- Detective Conan Sunflowers of Inferno （页面存档备份，存于） - オールムービー
- 名探偵コナン 業火の向日葵 （页面存档备份，存于） - Movie Walker
- 名探偵コナン 業火の向日葵 （页面存档备份，存于） - 映画.com
- YouTube
  - 『名探偵コナン 業火の向日葵』映画オリジナル予告編 （页面存档备份，存于） - YouTube
  - 映画『名探偵コナン 業火の向日葵』予告編 （页面存档备份，存于） - YouTube
- 在Netflix上觀看《名偵探柯南：業火的向日葵》